# Johnny Cronshey
John Dennis „Johnny” Cronshey (ur. 14 lipca 1926 w Brentford, zm. 15 stycznia 2004 w Axminster) – brytyjski łyżwiarz szybki, srebrny medalista mistrzostw świata.

## Kariera
Największy sukces w karierze Johnny Cronshey osiągnął w 1951 roku, kiedy wywalczył srebrny medal podczas wielobojowych mistrzostw świata w Davos. Rozdzielił tam na podium Norwega Hjalmara Andersena i Kornéla Pajora. Brytyjczyk zajął tam drugie miejsce w biegu na 5000 m, trzecie na 500 i 1500 m oraz dziesiąte na dystansie 10 000 m. Był to pierwszy w historii medal wywalczony przez brytyjskiego zawodnika w łyżwiarstwie szybkim. Cronshey był też między innymi siódmy na mistrzostwach świata w Oslo w 1949 roku oraz rozgrywanych sześć lat później mistrzostwach świata w Moskwie. W obu przypadkach jeden plasował się w pierwszej trójce biegów: w 1949 roku był trzeci na 10 000 m, a w 1955 roku trzecie miejsce zajął na dwukrotnie krótszym dystansie. W 1949 roku był również szósty podczas wielobojowych mistrzostw Europy w Davos, zajmując trzecie miejsce na 500 m, czwarte na 10 000 m, piąte na 5000 m oraz dziewiąte w biegu na 1500 m.
W 1948 roku wystartował na igrzyskach olimpijskich w Sankt Moritz, gdzie jego najlepszym wynikiem było jedenaste miejsce na dystansie 5000 m. Brał również udział w igrzyskach olimpijskich w Cortina d’Ampezzo w 1956 roku, zajmując między innymi jedenaste miejsce na 10 000 m. Na tych samych igrzyskach zajął ponadto 15. miejsce na 5000 m, 19. miejsce na 1500 m i 21. pozycję w biegu na 500 m.